# Serguéi Nasevich
Serguéi Nasevich –en ruso, Сергей Насевич– (19 de octubre de 1963) es un deportista ruso que compitió para la Unión Soviética en lucha grecorromana. Ganó una medalla de bronce en el Campeonato Mundial de Lucha de 1987 y tres medallas en el Campeonato Europeo de Lucha entre los años 1987 y 1994.

## Palmarés internacional
| Representando a la URSS |                            |                   |           |
| Campeonato Mundial      |                            |                   |           |
| Año                     | Lugar                      | Medalla           | Categoría |
| 1987                    | Clermont-Ferrand (Francia) | Medalla de bronce | 82 kg     |
| Campeonato Europeo      |                            |                   |           |
| Año                     | Lugar                      | Medalla           | Categoría |
| 1987                    | Tampere (Finlandia)        | Medalla de oro    | 82 kg     |
| 1990                    | Poznań (Polonia)           | Medalla de plata  | 82 kg     |
| Representando a Rusia   |                            |                   |           |
| Campeonato Europeo      |                            |                   |           |
| Año                     | Lugar                      | Medalla           | Categoría |
| 1994                    | Atenas (Grecia)            | Medalla de bronce | 82 kg     |